# Belford (New Jersey)
Belford – jednostka osadnicza w Stanach Zjednoczonych, w stanie New Jersey, w hrabstwie Monmouth, nad Oceanem Atlantyckim.